# Вечити дерби
Вечити дерби, познат и као Београдски дерби, утакмица је између великих градских ривала, Црвене звезде и Партизана, два највећа и најпопуларнија спортска друштва у Србији. Ривалство је присутно у више различитих спортова, али најинтензивније утакмице су између фудбалске и кошаркашке секције спортских друштава.
Ове две екипе су далеко најпопуларније у земљи, са 48,2% становништва који навијају за Црвену звезду и 30,5% навијача Партизана према једном истраживању спроведеном 2008. Ова два клуба су такође најпопуларнија у Црној Гори и Републици Српској. Имају присталице у свим земљама бивше Југославије, као и у западним земљама, а ови навијачи су већином Срби који живе у тим земљама.
Звездине боје су црвена и бела, док су Партизанове црна и бела. Ове утакмице су увек биле жељно ишчекиване и врло спектакуларне, али због слабијег квалитета фудбала у последњим годинама, као и велике количине насиља и хулиганизма, драстично је смањена посећеност на овим утакмицама. Дерби игран 11. маја 2005. у полуфиналу купа Србије и Црне Горе је посетило 8.000 гледалаца, што је најмање у историји, а највећа посећеност је била око 100.000 гледалаца (90.142 продатих карата) на 59. вечитом дербију играном 7. новембра 1976. на стадиону Црвене звезде.

## Фудбалско ривалство
Црвена звезда је основана 4. марта 1945. од стране омладинаца, чланова Уједињеног савеза антифашистичке омладине Србије. Партизан је основан 4. октобра 1945, као део Југословенског спортског друштва.
Први меч између ова два клуба је одигран 5. јануара 1947. на стадиону ЈНА, резултат је био 4:3 за гостујућу екипу, Црвену звезду, а меч је одигран на веома ниској температури (- 19 степени) пред око 4.000 гледалаца. Партизан је до своје прве победе у међусобним окршајима стигао већ у наредном дербију (2. дерби) 27. априла 1947, када су црно-бели победили са 1:0.
Црвена звезда је до сада била 35 пута национални шампион, а освојила је и 28 пута трофеј победника националног купа, 2 трофеја победника националног суперкупа (1969, 1971) и 1 трофеј победника националног лига купа (1973). Највећи успеси на међународној сцени су титула шампиона Европе (1991), трофеј победника Интерконтиненталног купа (1991), трофеј победника Дунавског купа (1958) и трофеј победника Средњоевропског купа (1968). Значајно је поменути и финале Купа УЕФА (1979) и финале Суперкупа Европе (1991).
Партизан је до сада био 27 пута национални шампион, освојио је и 16 пута трофеј победника националног купа и 1 трофеј победника националног суперкупа (1989). На међународној сцени најзначајнији постигнути резултати су финале Купа европских шампиона (1966) и трофеј победника Средњоевропског купа (1978).

### Статистика фудбалског дербија
- Од 12. априла 2025.

| Такм.     | ИГP | ЦЗB | Н  | ПАР | ГолЦЗВ | ГолПАР |
| --------- | --- | --- | -- | --- | ------ | ------ |
| Првенство | 176 | 70  | 58 | 48  | 248    | 208    |
| Куп       | 41  | 22  | 5  | 14  | 61     | 50     |
| Остало    | 54  | 25  | 9  | 20  | 103    | 88     |
| Укупно    | 271 | 117 | 72 | 82  | 412    | 346    |

| ИГP: одиграно утакмица                   |
| ЦЗB: победа Црвене звезде                |
| Н: нерешено                              |
| ПАР: победа Партизана                    |
| ГолЦЗB: постигнутих голова Црвене звезде |
| ГолПАР: постигнутих голова Партизана     |

### Спискови вечитих дербија
- Списак вечитих дербија у фудбалу — првенство
- Списак вечитих дербија у фудбалу — куп
- Списак вечитих дербија у фудбалу — остало

### Последњих десет утакмица
| #    | Такмичење                        | Домаћин       | Гост          | Датум       | Резултат |
| ---- | -------------------------------- | ------------- | ------------- | ----------- | -------- |
| 168. | Суперлига Србије 2022/23.        | Партизан      | Црвена звезда | 31.08.2022. | 1:1      |
| 169. | Суперлига Србије 2022/23.        | Црвена звезда | Партизан      | 03.03.2023. | 1:0      |
| 170. | Суперлига Србије 2022/23.        | Партизан      | Црвена звезда | 26.04.2023. | 0:0      |
| 171. | Суперлига Србије 2023/24.        | Партизан      | Црвена звезда | 20.12.2023. | 2:1      |
| 172. | Суперлига Србије 2023/24.        | Црвена звезда | Партизан      | 09.03.2024. | 2:2      |
| 173. | Суперлига Србије 2023/24.        | Црвена звезда | Партизан      | 20.04.2024. | 3:2      |
| —    | Куп Србије 2023/24. — полуфинале | Црвена звезда | Партизан      | 24.04.2024. | 2:0      |
| 174. | Суперлига Србије 2024/25.        | Партизан      | Црвена звезда | 23.09.2024. | 0:4      |
| 175. | Суперлига Србије 2024/25.        | Црвена звезда | Партизан      | 22.02.2025. | 3:3      |
| 176. | Суперлига Србије 2024/25.        | Црвена звезда | Партизан      | 12.04.2025. | 2:1      |

### Пласман у првенствима СФРЈ (1947—1992)
| П.    | 47 | 48 | 49 | 50 | 51 | 52 | 53 | 54 | 55 | 56 | 57 | 58 | 59 | 60 | 61 | 62 | 63 | 64 | 65 | 66 | 67 | 68 | 69 | 70 | 71 | 72 | 73 | 74 | 75 | 76 | 77 | 78 | 79 | 80 | 81 | 82 | 83 | 84 | 85 | 86 | 87 | 88 | 89 | 90 | 91 | 92 |
| ----- | -- | -- | -- | -- | -- | -- | -- | -- | -- | -- | -- | -- | -- | -- | -- | -- | -- | -- | -- | -- | -- | -- | -- | -- | -- | -- | -- | -- | -- | -- | -- | -- | -- | -- | -- | -- | -- | -- | -- | -- | -- | -- | -- | -- | -- | -- |
| Првак | 1  |    | 1  |    | 1  |    | 1  |    |    | 1  | 1  |    | 1  | 1  | 1  | 1  | 1  | 1  | 1  |    |    | 1  | 1  | 1  |    |    | 1  |    |    | 1  | 1  | 1  |    | 1  | 1  |    | 1  | 1  |    | 1  | 1  | 1  |    | 1  | 1  | 1  |
| 2     |    |    | 2  | 2  |    | 2  |    | 2  |    | 2  |    | 2  | 2  |    | 2  |    |    |    |    |    |    | 2  |    | 2  |    | 2  |    |    |    |    |    | 2  |    |    |    | 2  |    | 2  |    | 2  |    | 2  | 2  |    |    | 2  |
| 3     | 3  | 3  |    | 3  |    |    | 3  | 3  |    |    |    |    |    | 3  |    |    |    |    | 3  |    | 3  |    | 3  |    |    |    |    | 3  | 3  |    |    |    | 3  |    |    |    |    |    | 3  |    | 3  |    |    |    | 3  |    |
| 4     |    |    |    |    | 4  |    |    |    | 4  |    | 4  | 4  |    |    |    | 4  |    |    |    |    |    |    |    |    |    |    | 4  | 4  |    | 4  | 4  |    |    |    |    |    |    |    | 4  |    |    |    |    | 4  |    |    |
| 5     |    | 5  |    |    |    |    |    |    | 5  |    |    |    |    |    |    |    |    | 5  |    | 5  | 5  |    |    |    | 5  | 5  |    |    |    |    |    |    |    |    |    |    | 5  |    |    |    |    |    |    |    |    |    |
| 6     |    |    |    |    |    | 6  |    |    |    |    |    |    |    |    |    |    |    |    |    |    |    |    |    |    | 6  |    |    |    | 6  |    |    |    |    |    |    | 6  |    |    |    |    |    |    | 6  |    |    |    |
| 7     |    |    |    |    |    |    |    |    |    |    |    |    |    |    |    |    | 7  |    |    |    |    |    |    |    |    |    |    |    |    |    |    |    |    |    |    |    |    |    |    |    |    |    |    |    |    |    |
| 8     |    |    |    |    |    |    |    |    |    |    |    |    |    |    |    |    |    |    |    |    |    |    |    |    |    |    |    |    |    |    |    |    |    |    | 8  |    |    |    |    |    |    |    |    |    |    |    |
| 11    |    |    |    |    |    |    |    |    |    |    |    |    |    |    |    |    |    |    |    | 11 |    |    |    |    |    |    |    |    |    |    |    |    |    |    |    |    |    |    |    |    |    |    |    |    |    |    |
| 13    |    |    |    |    |    |    |    |    |    |    |    |    |    |    |    |    |    |    |    |    |    |    |    |    |    |    |    |    |    |    |    |    |    | 13 |    |    |    |    |    |    |    |    |    |    |    |    |
| 15    |    |    |    |    |    |    |    |    |    |    |    |    |    |    |    |    |    |    |    |    |    |    |    |    |    |    |    |    |    |    |    |    | 15 |    |    |    |    |    |    |    |    |    |    |    |    |    |

### Пласман у првенствима СРЈ, СЦГ и Србије (1992—данас)
| П.    | 93 | 94 | 95 | 96 | 97 | 98 | 99 | 00 | 01 | 02 | 03 | 04 | 05 | 06 | 07 | 08 | 09 | 10 | 11 | 12 | 13 | 14 | 15 | 16 | 17 | 18 | 19 | 20 | 21 | 22 | 23 | 24 | 25 |
| ----- | -- | -- | -- | -- | -- | -- | -- | -- | -- | -- | -- | -- | -- | -- | -- | -- | -- | -- | -- | -- | -- | -- | -- | -- | -- | -- | -- | -- | -- | -- | -- | -- | -- |
| Првак | 1  | 1  | 1  | 1  | 1  |    | 1  | 1  | 1  | 1  | 1  | 1  | 1  | 1  | 1  | 1  | 1  | 1  | 1  | 1  | 1  | 1  | 1  | 1  | 1  | 1  | 1  | 1  | 1  | 1  | 1  | 1  | 1  |
| 2     | 2  | 2  | 2  | 2  | 2  | 2  |    | 2  | 2  | 2  | 2  | 2  | 2  | 2  | 2  | 2  |    | 2  | 2  | 2  | 2  | 2  | 2  | 2  | 2  | 2  |    | 2  | 2  | 2  |    | 2  | 2  |
| 3     |    |    |    |    |    | 3  | 3  |    |    |    |    |    |    |    |    |    | 3  |    |    |    |    |    |    |    |    |    | 3  |    |    |    |    |    |    |
| 4     |    |    |    |    |    |    |    |    |    |    |    |    |    |    |    |    |    |    |    |    |    |    |    |    |    |    |    |    |    |    | 4  |    |    |

### Фудбалери који су играли за оба клуба
У овом делу се налази списак фудбалера који су наступали за оба клуба на Вечитом дербију (првенствени и куп сусрети):
- Миливоје Ђурђевић (1 меч за Партизан и 9 мечева за Звезду)
- Бела Палфи (4 меча за Партизан и 9 мечева за Звезду)
- Јован Језеркић (6 мечева за Звезду и 2 меча за Партизан)
- Божидар Дреновац (3 меча за Звезду и 4 меча за Партизан)
- Миомир Петровић (5 мечева за Звезду и 3 меча за Партизан)
- Василије Шијаковић (1 меч за Партизан и 1 меч за Звезду)
- Ранко Борозан (5 мечева за Партизан и 3 меча за Звезду)
- Бранко Зебец (14 мечева за Партизан и 3 меча за Звезду)
- Велибор Васовић (11 мечева за Партизан и 1 меч за Звезду)
- Милан Бабић (1 меч за Звезду и 1 меч за Партизан)
- Милко Ђуровски (8 мечева за Звезду и 6 мечева за Партизан)
- Горан Милојевић (7 мечева за Звезду и 7 мечева за Партизан)
- Дејан Јоксимовић (2 меча за Звезду и 2 меча за Партизан)
- Габријел Клео (2 меча за Звезду и 3 меча за Партизан)
- Владимир Стојковић (2 меча за Звезду и 22 меча за Партизан)
- Милош Босанчић (1 меч за Партизан и 2 меча за Звезду)
- Абубакар Умару (2 меча за Звезду и 1 меч за Партизан)

Поред ових играча, дрес и Звезде и Партизана у званичним утакмицама (првенство или куп) носили су још и :
- Милован Ћирић
- Антун Рудински
- Радивоје Огњановић
- Звездан Чебинац
- Владимир Јоцић
- Раде Мојовић
- Петар Пуача
- Никослав Бјеговић
- Далибор Шкорић
- Петар Ђуричковић
- Огњен Ожеговић
- Никола Антић

Неколико играча наступало је у млађим категоријама једног вечитог ривала, а потом носило дрес првог тима другог вечитог ривала. Такви су били :
- Душан Крајчиновић (млађе категорије Звезде, потом први тим Партизана)
- Драгољуб Живковић (млађе категорије и Партизана и Звезде, потом први тим Звезде)
- Ненад Ставрић (млађе категорије Звезде, потом први тим Партизана)
- Никола Марјановић (млађе категорије Звезде, потом први тим Партизана)
- Мирослав Чермељ (млађе категорије Звезде, потом први тим Партизана)
- Драган Стевановић (млађе категорије Партизана, потом први тим Звезде)
- Саша Радивојевић (млађе категорије Партизана, потом први тим Звезде)
- Горан Адамовић (млађе категорије и Звезде и Партизана, потом први тим Звезде)
- Жарко Лазетић (млађе категорије Звезде, потом први тим Партизана)
- Горан Гавранчић (млађе категорије Звезде, потом први тим Партизана)
- Јован Крнета (млађе категорије Партизана, потом први тим Звезде)
- Љубо Ненадић (млађе категорије Партизана, потом први тим Звезде)
- Александар Пантић (млађе категорије Партизана, потом први тим Звезде)
- Милан Јокић (млађе категорије Партизана, потом први тим Звезде)
- Новак Мартиновић (млађе категорије Партизана, потом први тим Звезде)
- Филип Кљајић (млађе категорије Звезде, потом први тим Партизана)
- Зоран Рендулић (млађе категорије Партизана, потом први тим Звезде)
- Марко Јовичић (млађе категорије и Звезде и Партизана, потом први тим Партизана)
- Стефан Милошевић (млађе категорије и Звезде и Партизана, потом први тим Звезде)
- Немања Милетић (млађе категорије Звезде, потом први тим Партизана)
- Стефан Илић (млађе категорије и Звезде и Партизана, потом први тим Звезде)
- Урош Ђурђевић (млађе категорије Звезде, потом први тим Партизана)
- Александар Пешић (млађе категорије Партизана, потом први тим Звезде)
- Немања Радоњић (млађе категорије Партизана, потом први тим Звезде)
- Никола Стојиљковић (млађе категорије Партизана, потом први тим Звезде)
- Радивој Босић (млађе категорије Звезде, потом први тим Партизана)
- Стефан Ковач (млађе категорије Звезде, потом први тим Партизана)

### Директни преласци фудбалера између вечитих ривала
- Миливоје Ђурђевић (из Партизана у Звезду у лето 1947)
- Милован Ћирић (из Звезде у Партизан у лето 1947)
- Јован Језеркић (из Звезде у Партизан у јесен 1947)
- Јован Језеркић (из Партизана у Звезду у лето 1948)
- Миомир Петровић (из Звезде у Партизан у лето 1948)
- Божидар Дреновац (из Звезде у Партизан у лето 1948)
- Душан Крајчиновић (из Звезде у Партизан у лето 1952)
- Ранко Борозан (из Партизана у Звезду у лето 1957)
- Бранко Зебец (из Партизана у Звезду у лето 1959)
- Антун Рудински (из Звезде у Партизан у лето 1962)
- Радивоје Огњановић (из Партизана у Звезду у лето 1962)
- Велибор Васовић (из Партизана у Звезду у лето 1963)
- Велибор Васовић (из Звезде у Партизан у лето 1964)
- Звездан Чебинац (из Партизана у Звезду у лето 1964)
- Милко Ђуровски (из Звезде у Партизан у лето 1986)
- Горан Милојевић (из Звезде у Партизан у лето 1988)
- Дејан Јоксимовић (из Партизана у Звезду у лето 1990)
- Петар Пуача (из Звезде у Партизан у јесен 1990)
- Габријел Клео (из Звезде у Партизан у лето 2009)

### Директни преласци тренера између вечитих ривала
- Милован Ћирић (из Партизана у Звезду у лето 1954)

### Највише голова на првенственим утакмицама[2]
| Играч        | Екипа         | Голова |
| ------------ | ------------- | ------ |
| Марко Валок  | Партизан      | 13     |
| Бора Костић  | Црвена звезда | 9      |
| Драган Џајић | Црвена звезда | 9      |

### Највише првенствених утакмица
| Играч           | Екипа         | Утакмица |
| --------------- | ------------- | -------- |
| Саша Илић       | Партизан      | 31       |
| Момчило Вукотић | Партизан      | 25       |
| Бора Костић     | Црвена звезда | 23       |
| Драган Џајић    | Црвена звезда | 21       |

### Занимљивости
- Први пут дерби је под рефлекторима одигран 7. маја 1972. (50. дерби), а 37. вечити дерби игран 5. децембра 1965. године је први меч Црвене звезде и Партизана који је преношен на ТВ-у.[3]
- Рекордна посета је забележена 7. новембра 1976. (1:0 за Црвену звезду) када је на трибинама Маракане било око 100.000 гледалаца, од чега 90.142 са плаћеним улазницама.
- Први дерби меч био је пријатељског карактера и одигран је 21. априла 1946. Било је 2:0 за Партизан (стрелци Фрањо Рупник и Првослав Михајловић).
- Први гол у вечитом дербију постигао је Јован Језеркић тада члан Црвене звезде, а први стрелац за Партизан био је Стјепан Бобек.
- Први дерби који је завршен без голова је одигран 1. октобра 1961. (29. дерби).
- Први црвени картон добио је Љуба Спајић из Црвене звезде.
- Први дерби одигран без гледалаца због казне Црвене звезде одигран је 1. марта 2008. у првом колу пролећног дела првенства.
- У првим годинама по оснивању редовна је била пракса да поједини играчи буду гости ривалског клуба на међународним пријатељским утакмицама. Тако су у дресу Партизана наступале Звездине легенде Рајко Митић и Сава Антић, а у дресу Звезде гостовали су асови Партизана Стјепан Бобек и Марко Валок. Бивши првотимац Црвене звезде Тихомир Огњанов је током служења војног рока 1947. године наступао за Партизан, док је бивши првотимац Партизана Првослав Михајловић 1951. године наступао за Црвену звезду али само у пријатељским мечевима. Пријатељске мечеве у дресу Партизана током 1946. године играо је и бивши првотимац Црвене звезде Јован Белеслин док је у истом периоду неколико пријатељских мечева у дресу Црвене звезде одиграо и дугогодишњи првотимац Партизана Миодраг Минда Јовановић.
- Владимир Дишљенковић (Црвена звезда) бранио је на пет утакмица вечитог дербија и није примио ниједан гол.
- Живорад Јевтић (Црвена звезда) одиграо је десет утакмица и ниједном његов тим није изгубио.
- Највећу победу Партизан је остварио 6. децембра 1953. (13. дерби) 7:1, док је Звездина највећа победа остварена 17. новембра 1968. (43. дерби) 6:1, а највећу победу у купу остварио је Партизан и то у финалу 29. новембра 1952. 6:0.
- На утакмици шеснаестине финала Купа Југославије 2. децембра 1959, после резултата 2:2, извођени су једанаестерци Милутин Шошкић (Партизан) је одбранио два једанаестерца, а као последњи извођач дао победоносни гол.
- На 46. првенственом дербију одиграном 7. јуна 1970. године голман Црвене звезде Ратомир Дујковић одбранио је два једанаестерца играчима Партизана Слободану Петровићу и Момчилу Вукотићу. Утакмица је завршена поделом бодова 1:1. Исти подвиг остварио је и голман Партизана Милан Лукач на 146. првенственом дербију одиграном 26. априла 2014. године када је одбранио два једанаестерца играчима Црвене звезде Милошу Нинковићу и Николи Мијаиловићу и на тај начин значајно допринео победи Партизана од 2:1.
- Два пута су вечити дерби судиле инострана судије. 25. августа 1957. Црвена звезда—Партизан 2:2, Италијан Ливерани, а 2. марта 1958. поново Црвена звезда—Партизан 2:2 Аустријанац Кајнер.
- Вечити ривали су много пута били директни ривали за титулу шампиона па је тако Црвена звезда 19 пута била шампион испред Партизана, док је Партизан у 18 наврата освајао шампионску круну испред Црвене звезде. Најнеизвесније је било у сезонама 1958/59. (титулу освојила Црвена звезда) и 1985/86. (шампион био Партизан) када је у оба случаја одлучивала гол-разлика.
- У четири наврата Црвена звезда је освајала титулу иако је Партизан био јесењи шампион и то у сезонама 1952/53, 1991/92, 2013/14. и 2021/22, а Партизан се реванширао у сезонама 2009/10. и 2016/17.
- Вечити ривали су до сада 13 пута директно одлучивали о трофеју победника националног купа. У 7 наврата побеђивала је Црвена звезда (1948, 1959, 1993, 1996,  1999, 2021. и 2022), а 6 пута успешнији је био Партизан (1952, 1954, 1992, 2001, 2017. и 2019).
- Једини гол директно из корнера постигао је у првенственом дербију Драган Стојковић (Црвена звезда) 6. септембра 1987. Голман Партизана је био Бранислав Ђукановић.
- На званичним Вечитим дербијима (првенствени и куп сусрети) стрелци за оба клуба били су Јован Језеркић (3 гола за Црвену звезду и 2 гола за Партизан), Бранко Зебец (5 голова за Партизан и 1 гол за Црвену звезду) и Милко Ђуровски (6 голова за Црвену звезду и 2 гола за Партизан).
- Раде Мојовић и Владимир Стојковић су једини голмани који су у сениорској конкуренцији бранили за оба клуба, Душан Крајчиновић је прво бранио за млади тим Црвене звезде, потом постао првотимац Партизана док је Саша Радивојевић прво бранио у млађим категоријама Партизана, а потом био првотимац Црвене звезде.
- Габријел Клео и Абубакар Умару су једини странци који су наступали и за Црвену звезду и за Партизан. У сезони 2008/09. били су саиграчи у Звезди након чега је Клео директно прешао у Партизан где је за две сезоне оставио велики траг, док је Абубакар у Хумску стигао заобилазним путем преко ОФК Београда, Војводине и белгијског Беверена.
- Владимир Стојковић је једини освојио дуплу круну (првенство и куп) са оба клуба. Са Црвеном звездом је то урадио у сезони 2005/06., а потом са Партизаном у сезони 2010/11. Са Партизаном је такође освојио и титуле шампиона у сезонама 2011/12. и 2012/13, а клуб из Хумске је напустио након освајања титуле јесењег првака у сезони 2013/14. Вратио се у Партизан у августу 2017. године и својој колекцији трофеја додао још два купа Србије 2017/18. и 2018/19.
- Неколико играча је наступало у млађим категоријама и Црвене звезде и Партизана, а најпознатији међу њима су Драгољуб Живковић, Горан Меденица, Горан Николајев, Лука Савић и Мартин Новаковић (прво у Партизану, потом у Црвеној звезди), Горан Адамовић, Немања Матић, Миленко Пјевић, Иван Марковић, Ђорђе Николић, Стефан Милошевић и Стефан Илић (прво у Црвеној звезди, потом у Партизану).
- Тренери и Црвене звезде и Партизана били су Милован Ћирић, Александар Томашевић, Гојко Зец и Велибор Васовић, а као тренер голмана у оба клуба радио је Тома Савић.
- Бивши голман Црвене звезде Петар Ћосић је годинама радио као тренер у млађим категоријама Партизана, а био је и тренер Партизанове филијале Телеоптика којег је за три године рада од нижелигаша довео до друге лиге.
- Бивши тренер Црвене звезде Ратко Достанић је као играч наступао у млађим категоријама Партизана.
- У Црвеној звезди су као страни тренери радили Валтер Зенга (Италија), Здењек Земан (Чешка), Бошко Ђуровски и Чедомир Јаневски (Македонија), Роберт Просинечки (Хрватска), Рикардо Са Пинто (Португалија), Славиша Стојановић (Словенија), Миодраг Божовић (Црна Гора) и Барак Бахар (Израел), а на клупи Партизана седели су интернационалци Иљеш Шпиц и Геза Калочај (Мађарска), Лотар Матеус и Јирген Ребер (Немачка) и Аврам Грант (Израел).

## Кошаркашко ривалство
Дерби између Црвене звезде и Партизана се након фудбалског сматра једним од најзначајнијих дербија између ова два спортска клуба. У почетку су се првенства играла по турнирском систему, док је први првенствени дерби одигран 25. јуна 1949. године на Малом Калемегдану. Интересантан податак да је тада Звезда играла у потпуно белој комбинацији дресова, док је Партизан имао комбинацију са белим шорцем и црвеном мајицом. Црвена звезда је до сада освојила 24 националних шампионата и 13 трофеја Купа, док је Партизан 22 путa био првак државе и 16 пута победник Купа. Од међународних трофеја Црвена звезда је једном освојила Куп победника купова (1974), седам пута Јадранску лигу (2015, 2016, 2017, 2019, 2021, 2022 и 2024) и једном Суперкуп Јадранске лиге (2018), док је Партизан освојио Евролигу (1992), три пута Куп Радивоја Кораћа (1978, 1979. и 1989), осам пута Јадранску лигу (2007, 2008, 2009, 2010, 2011, 2013, 2023. и 2025) и једном Суперкуп Јадранске лиге (2019). Оба клуба своје утакмице тренутно играју у Штарк арени. Раније су клубови своје утакмице играли у Хали спортова и у Хали Пионир, где је и одиграна већина дербија. Током дербија Гробари се налазе на источној трибини, док су Делије на западној, али због честих навијачких обрачуна клубови у последње време због безбедносних разлога више не продају карте гостујућим навијачима па домаћи навијачи чине велику већину у хали.

### Статистика кошаркашког дербија
- Од 21. априла 2025.

| Такм.          | ИГ  | ПАР | Н | ЦЗ  |
| -------------- | --- | --- | - | --- |
| Првенство      | 141 | 73  | 5 | 63  |
| Плеј-оф        | 74  | 43  | — | 31  |
| Куп            | 24  | 9   | — | 15  |
| Јадранска лига | 65  | 30  | — | 35  |
| Евролига       | 6   | 3   | — | 3   |
| Укупно         | 310 | 158 | 5 | 147 |

| ИГ: одиграно утакмица    |
| ПАР: победа Партизана    |
| Н: нерешено              |
| ЦЗ: победа Црвене звезде |

- Пет вечитих дербија је завршено нерешеним резултатом, по два 1951. и 1956. и један 1958.

### Последњих десет утакмица
| Такмичење                                | Домаћин       | Гост          | Датум       | Резултат |
| ---------------------------------------- | ------------- | ------------- | ----------- | -------- |
| Јадранска лига 2023/24. — финале         | Црвена звезда | Партизан      | 13.05.2024. | 85:82    |
| Јадранска лига 2023/24. — финале         | Црвена звезда | Партизан      | 15.05.2024. | 80:73    |
| Јадранска лига 2023/24. — финале         | Партизан      | Црвена звезда | 19.05.2024. | 76:82    |
| Кошаркашка лига Србије 2023/24. — финале | Црвена звезда | Партизан      | 03.06.2024. | 89:88    |
| Кошаркашка лига Србије 2023/24. — финале | Партизан      | Црвена звезда | 05.06.2024. | 0:20     |
| Евролига 2024/25.                        | Црвена звезда | Партизан      | 21.11.2024. | 77:89    |
| Јадранска лига 2024/25.                  | Црвена звезда | Партизан      | 23.12.2024. | 89:84    |
| Евролига 2024/25.                        | Партизан      | Црвена звезда | 31.01.2025. | 71:73    |
| Куп Радивоја Кораћа 2025. — финале       | Црвена звезда | Партизан      | 15.02.2025. | 89:83    |
| Јадранска лига 2024/25.                  | Партизан      | Црвена звезда | 21.04.2025. | 85:77    |

### Пласман у првенствима СФРЈ (1946—1992)
| П.    | 46 | 47 | 48 | 49 | 50 | 51 | 52 | 53 | 54 | 55 | 56 | 57 | 58 | 59 | 60 | 61 | 62 | 63 | 64 | 65 | 66 | 67 | 68 | 69 | 70 | 71 | 72 | 73 | 74 | 75 | 76 | 77 | 78 | 79 | 80 | 81 | 82 | 83 | 84 | 85 | 86 | 87 | 88 | 89 | 90 | 91 | 92 |
| ----- | -- | -- | -- | -- | -- | -- | -- | -- | -- | -- | -- | -- | -- | -- | -- | -- | -- | -- | -- | -- | -- | -- | -- | -- | -- | -- | -- | -- | -- | -- | -- | -- | -- | -- | -- | -- | -- | -- | -- | -- | -- | -- | -- | -- | -- | -- | -- |
| Првак | 1  | 1  | 1  | 1  | 1  | 1  | 1  | 1  | 1  | 1  |    |    |    |    |    |    |    |    |    |    |    |    |    | 1  |    |    | 1  |    |    |    | 1  |    |    | 1  |    | 1  |    |    |    |    |    | 1  |    |    |    |    | 1  |
| 2     |    |    |    | 2  | 2  | 2  |    |    |    |    |    |    |    | 2  |    |    |    | 2  |    |    | 2  |    |    |    | 2  |    |    | 2  |    |    |    |    | 2  |    |    |    | 2  | 2  | 2  | 2  |    | 2  | 2  | 2  | 2  | 2  | 2  |
| 3     |    | 3  |    |    |    |    | 3  |    |    | 3  | 3  | 3  | 3  |    |    |    |    |    | 3  |    |    | 3  | 3  |    |    | 3  |    | 3  | 3  | 3  |    | 3  |    |    |    |    | 3  |    |    |    |    |    |    |    |    |    |    |
| 4     | 4  |    |    |    |    |    |    | 4  |    |    | 4  |    |    | 4  | 4  |    |    |    |    |    | 4  |    | 4  |    |    |    |    |    |    | 4  |    |    |    |    | 4  |    |    | 4  |    |    |    |    |    | 4  |    |    |    |
| 5     |    |    |    |    |    |    |    |    | 5  |    |    |    |    |    |    | 5  |    |    |    | 5  |    |    |    |    |    |    |    |    |    |    | 5  |    |    |    | 5  | 5  |    |    |    | 5  | 5  |    |    |    |    |    |    |
| 6     |    |    |    |    |    |    |    |    |    |    |    |    | 6  |    | 6  | 6  | 6  |    |    |    |    |    |    | 6  |    |    | 6  |    | 6  |    |    | 6  |    |    |    |    |    |    |    |    |    |    | 6  |    |    |    |    |
| 7     |    |    |    |    |    |    |    |    |    |    |    | 7  |    |    |    |    |    |    | 7  |    |    | 7  |    |    |    |    |    |    |    |    |    |    |    | 7  |    |    |    |    | 7  |    |    |    |    |    |    |    |    |
| 8     |    |    |    |    |    |    |    |    |    |    |    |    |    |    |    |    | 8  | 8  |    | 8  |    |    |    |    |    |    |    |    |    |    |    |    | 8  |    |    |    |    |    |    |    | 8  |    |    |    | 8  |    |    |
| 9     |    |    |    |    |    |    |    |    |    |    |    |    |    |    |    |    |    |    |    |    |    |    |    |    | 9  |    |    |    |    |    |    |    |    |    |    |    |    |    |    |    |    |    |    |    |    | 9  |    |
| 10    |    |    |    |    |    |    |    |    |    |    |    |    |    |    |    |    |    |    |    |    |    |    |    |    |    | 10 |    |    |    |    |    |    |    |    |    |    |    |    |    |    |    |    |    |    |    |    |    |

### Кошаркаши који су наступали за оба клуба
| - Александар Николић - Радомир Шапер - Борислав Станковић - Страхиња Алагић - Ђорђе Лазић - Ненад Кушић - Борислав Ћурчић - Славољуб Јовановић - Милан Благојевић - Милан Радивојевић - Ђорђе Коњовић - Бранко Радовић - Љуба Јањић - Зоран Марковић - Зоран Славнић - Дражен Далипагић - Небојша Букумировић - Млађан Шилобад - Зоран Сретеновић - Драгољуб Видачић - Дејан Томашевић - Игор Перовић - Оливер Поповић - Александар Гилић - Владе Дивац - Слободан Шљиванчанин - Драган Луковски - Владимир Ђокић - Јово Станојевић - Милош Вујанић - Милан Дозет - Александар Гајић - Горан Ћакић - Лука Богдановић | - Милан Гуровић - Горан Савановић - Немања Јелесијевић - Мирко Ковач - Чедомир Витковац - Борис Бакић - Славко Вранеш - Марко Лекић - Млађен Шљиванчанин - Страхиња Драгићевић - Дарко Балабан - Владимир Мицов - Стеван Милошевић - Лоренс Робертс - Страхиња Милошевић - Рашко Катић - Бојан Поповић - Иван Маринковић - Предраг Самарџиски - Сава Лешић - Иван Раденовић - Андреја Милутиновић - Александар Цветковић - Таренс Кинси - Александар Аранитовић - Стефан Јанковић - Џејмс Гист - Кори Волден - Немања Дангубић - Кевин Пантер - Матијас Лесор - Мирослав Радуљица - Коди Милер Макинтајер |

Неколико играча наступало је у млађим категоријама једног вечитог ривала, а потом носило дрес првог тима другог вечитог ривала. Такви су били :
- Александар Ђорђевић (млађе категорије Звезде, потом први тим Партизана)
- Ненад Трунић (млађе категорије Партизана, потом први тим Звезде)
- Дејан Котуровић (млађе категорије Звезде, потом први тим Партизана)
- Милан Прековић (млађе категорије Партизана, потом први тим Звезде)
- Владимир Радмановић (млађе категорије и Партизана и Звезде, потом први тим Звезде)
- Вук Радивојевић (млађе категорије Партизана, потом први тим Звезде)
- Милош Мирковић (млађе категорије Партизана, потом први тим Звезде)
- Стефан Стојачић (млађе категорије Партизана, потом први тим Звезде)
- Стеван Јеловац (млађе категорије Партизана, потом први тим Звезде)
- Немања Бјелица (млађе категорије Партизана, потом први тим Звезде)
- Ђорђе Гагић (млађе категорије Звезде, потом први тим Партизана)
- Петар Аранитовић (млађе категорије и Звезде и Партизана, потом први тим Партизана)
- Марко Гудурић (млађе категорије и Партизана и Звезде, потом први тим Звезде)
- Ђорђе Мајсторовић (млађе категорије и Партизана и Звезде, потом први тим Партизана)
- Никола Јовановић (млађе категорије и Звезде и Партизана, потом први тим Звезде)
- Никола Радичевић (млађе категорије Партизана, потом први тим Звезде)
- Никола Јанковић (млађе категорије Звезде, потом први тим Партизана)
- Филип Петрушев (млађе категорије и Звезде и Партизана, потом први тим Звезде)
- Аријан Лакић (млађе категорије Звезде, потом први тим Партизана)

У млађим категоријама оба клуба али без дебија за први тим наступао је : 
- Немања Капетановић (млађе категорије прво Партизана, потом Звезде)
- Стеван Карапанџић (млађе категорије прво Партизана, потом Звезде)

Неколико кошаркаша је по завршетку играчке каријере радило као тренер ривалског клуба. Такви су били : 
- Борислав Станковић (наступао за Звезду и Партизан, тренирао Партизан)
- Миодраг Стефановић (наступао за Звезду, тренирао Партизан)
- Борислав Ћурчић (наступао за Звезду и Партизан, тренирао Партизан)
- Страхиња Алагић (наступао за Звезду и Партизан, тренирао Звезду)
- Светислав Пешић (наступао за Партизан, тренирао Звезду)
- Јовица Антонић (наступао за Партизан, тренирао Звезду)
- Зоран Кречковић (наступао за Партизан, тренирао Звезду)

### Тренери који су водили оба клуба
- Александар Николић
- Ранко Жеравица
- Зоран Славнић
- Владислав Лучић
- Борислав Џаковић
- Душко Вујошевић
- Мирослав Николић
- Миливоје Лазић

Као помоћни или кондициони тренери у оба клуба радили су :
- Дејан Срзић (кратко био и тренер првог тима Партизана)
- Веселин Матић
- Марин Седлачек
- Предраг Јаћимовић
- Петроније Зимоњић
- Миливоје Каралејић
- Саша Никитовић (кратко био и тренер првог тима Звезде)
- Миливоје Лазић
- Богдан Караичић
- Предраг Зимоњић
- Владан Радоњић

Као тренери у млађим категоријама оба клуба радили су :
- Александар Лукман
- Саша Јаковљевић
- Владимир Бошњак

## Национални трофеји у пет најпопуларнијих колективних спортова
| Година                                           | Фудбал    | Фудбал   | Кошарка   | Кошарка  | Кошарка         | Одбојка   | Одбојка  | Рукомет   | Рукомет  | Ватерполо | Ватерполо |
| Година                                           | Првенство | Куп      | Првенство | Куп      | Регионална лига | Првенство | Куп      | Првенство | Куп      | Првенство | Куп       |
| ------------------------------------------------ | --------- | -------- | --------- | -------- | --------------- | --------- | -------- | --------- | -------- | --------- | --------- |
| Народна Република Србија                         |           |          |           |          |                 |           |          |           |          |           |           |
| 1946.                                            | ЦЗВ (1)   | —        | —         | —        | —               | —         | —        | —         | —        | —         | —         |
| Федеративна Народна Република Југославија        |           |          |           |          |                 |           |          |           |          |           |           |
| 1946.                                            | /         | /        | ЦЗВ (1)   | —        | —               | ПАР (1)   | —        | —         | —        | —         | —         |
| 1947.                                            | ПАР (1)   | ПАР (1)  | ЦЗВ (2)   | —        | —               | ПАР (2)   | —        | —         | —        | —         | —         |
| 1948.                                            | —         | ЦЗВ (1)  | ЦЗВ (3)   | —        | —               | —         | —        | —         | —        | —         | —         |
| 1949.                                            | ПАР (2)   | ЦЗВ (2)  | ЦЗВ (4)   | —        | —               | ПАР (3)   | —        | —         | —        | —         | —         |
| 1950.                                            | —         | ЦЗВ (3)  | ЦЗВ (5)   | —        | —               | ПАР (4)   | ПАР (1)  | —         | —        | —         | —         |
| 1951.                                            | ЦЗВ (2)   | —        | ЦЗВ (6)   | —        | —               | ЦЗВ (1)   | —        | —         | —        | —         | —         |
| 1952.                                            | —         | ПАР (2)  | ЦЗВ (7)   | —        | —               | —         | —        | —         | —        | —         | —         |
| 1953.                                            | ЦЗВ (3)   | —        | ЦЗВ (8)   | —        | —               | ПАР (5)   | —        | —         | —        | —         | —         |
| 1954.                                            | —         | ПАР (3)  | ЦЗВ (9)   | —        | —               | ЦЗВ (2)   | —        | —         | —        | —         | —         |
| 1955.                                            | —         | —        | ЦЗВ (10)  | —        | —               | —         | —        | ЦЗВ (1)   | —        | —         | —         |
| 1956.                                            | ЦЗВ (4)   | —        | —         | —        | —               | ЦЗВ (3)   | —        | ЦЗВ (2)   | ЦЗВ (1)  | —         | —         |
| 1957.                                            | ЦЗВ (5)   | ПАР (4)  | —         | —        | —               | ЦЗВ (4)   | —        | —         | —        | —         | —         |
| 1958.                                            | —         | ЦЗВ (4)  | —         | —        | —               | —         | —        | —         | —        | —         | —         |
| 1959.                                            | ЦЗВ (6)   | ЦЗВ (5)  | —         | —        | —               | —         | —        | —         | ПАР (1)  | —         | —         |
| 1960.                                            | ЦЗВ (7)   | —        | —         | —        | —               | —         | ЦЗВ (1)  | —         | —        | —         | —         |
| 1961.                                            | ПАР (3)   | —        | —         | —        | —               | —         | ПАР (2)  | —         | —        | —         | —         |
| 1962.                                            | ПАР (4)   | —        | —         | —        | —               | —         | —        | —         | —        | —         | —         |
| 1963.                                            | ПАР (5)   | —        | —         | —        | —               | —         | —        | —         | —        | ПАР (1)   | —         |
| Социјалистичка Федеративна Република Југославија |           |          |           |          |                 |           |          |           |          |           |           |
| 1964.                                            | ЦЗВ (8)   | ЦЗВ (6)  | —         | —        | —               | —         | ПАР (3)  | —         | —        | ПАР (2)   | —         |
| 1965.                                            | ПАР (6)   | —        | —         | —        | —               | —         | —        | —         | —        | ПАР (3)   | —         |
| 1966.                                            | —         | —        | —         | —        | —               | —         | —        | —         | ПАР (2)  | ПАР (4)   | —         |
| 1967.                                            | —         | —        | —         | —        | —               | ПАР (6)   | —        | —         | —        | —         | —         |
| 1968.                                            | ЦЗВ (9)   | ЦЗВ (7)  | —         | —        | —               | —         | —        | —         | —        | ПАР (5)   | —         |
| 1969.                                            | ЦЗВ (10)  | —        | ЦЗВ (11)  | —        | —               | —         | —        | —         | —        | —         | —         |
| 1970.                                            | ЦЗВ (11)  | ЦЗВ (8)  | —         | —        | —               | —         | —        | —         | —        | ПАР (6)   | —         |
| 1971.                                            | —         | ЦЗВ (9)  | —         | ЦЗВ (1)  | —               | —         | ПАР (4)  | —         | ПАР (3)  | —         | —         |
| 1972.                                            | —         | —        | ЦЗВ (12)  | —        | —               | —         | ЦЗВ (2)  | —         | —        | ПАР (7)   | —         |
| 1973.                                            | ЦЗВ (12)  | —        | —         | ЦЗВ (2)  | —               | ПАР (7)   | ЦЗВ (3)  | —         | —        | ПАР (8)   | ПАР (1)   |
| 1974.                                            | —         | —        | —         | —        | —               | ЦЗВ (5)   | ПАР (5)  | —         | —        | ПАР (9)   | ПАР (2)   |
| 1975.                                            | —         | —        | —         | ЦЗВ (3)  | —               | —         | ЦЗВ (4)  | —         | —        | ПАР (10)  | ПАР (3)   |
| 1976.                                            | ПАР (7)   | —        | ПАР (1)   | —        | —               | —         | —        | —         | —        | ПАР (11)  | ПАР (4)   |
| 1977.                                            | ЦЗВ (13)  | —        | —         | —        | —               | —         | —        | —         | —        | ПАР (12)  | —         |
| 1978.                                            | ПАР (8)   | —        | —         | —        | —               | ПАР (8)   | —        | —         | —        | ПАР (13)  | ПАР (5)   |
| 1979.                                            | —         | —        | ПАР (2)   | ПАР (1)  | —               | —         | —        | —         | —        | ПАР (14)  | ПАР (6)   |
| 1980.                                            | ЦЗВ (14)  | —        | —         | —        | —               | —         | —        | —         | —        | —         | —         |
| 1981.                                            | ЦЗВ (15)  | —        | ПАР (3)   | —        | —               | —         | —        | —         | —        | —         | —         |
| 1982.                                            | —         | ЦЗВ (10) | —         | —        | —               | —         | —        | —         | —        | —         | ПАР (7)   |
| 1983.                                            | ПАР (9)   | —        | —         | —        | —               | —         | —        | —         | —        | —         | —         |
| 1984.                                            | ЦЗВ (16)  | —        | —         | —        | —               | —         | —        | —         | —        | ПАР (15)  | —         |
| 1985.                                            | —         | ЦЗВ (11) | —         | —        | —               | —         | —        | —         | —        | —         | ПАР (8)   |
| 1986.                                            | ПАР (10)  | —        | —         | —        | —               | —         | —        | —         | —        | —         | —         |
| 1987.                                            | ПАР (11)  | —        | ПАР (4)   | —        | —               | —         | —        | —         | —        | ПАР (16)  | ПАР (9)   |
| 1988.                                            | ЦЗВ (17)  | —        | —         | —        | —               | —         | —        | —         | —        | ПАР (17)  | ПАР (10)  |
| 1989.                                            | —         | ПАР (5)  | —         | ПАР (2)  | —               | —         | ПАР (6)  | —         | —        | —         | —         |
| 1990.                                            | ЦЗВ (18)  | ЦЗВ (12) | —         | —        | —               | ПАР (9)   | ПАР (7)  | —         | —        | —         | ПАР (11)  |
| 1991.                                            | ЦЗВ (19)  | —        | —         | —        | —               | ПАР (10)  | ЦЗВ (5)  | —         | —        | —         | ПАР (12)  |
| Савезна Република Југославија                    |           |          |           |          |                 |           |          |           |          |           |           |
| 1992.                                            | ЦЗВ (20)  | ПАР (6)  | ПАР (5)   | ПАР (3)  | —               | —         | —        | —         | —        | ЦЗВ (1)   | ПАР (13)  |
| 1993.                                            | ПАР (12)  | ЦЗВ (13) | ЦЗВ (13)  | —        | —               | —         | ЦЗВ (6)  | ПАР (1)   | ПАР (4)  | ЦЗВ (2)   | ПАР (14)  |
| 1994.                                            | ПАР (13)  | ПАР (7)  | ЦЗВ (14)  | ПАР (4)  | —               | —         | —        | ПАР (2)   | ПАР (5)  | —         | ПАР (15)  |
| 1995.                                            | ЦЗВ (21)  | ЦЗВ (14) | ПАР (6)   | ПАР (5)  | —               | —         | —        | ПАР (3)   | ЦЗВ (2)  | ПАР (18)  | ПАР (16)  |
| 1996.                                            | ПАР (14)  | ЦЗВ (15) | ПАР (7)   | —        | —               | —         | —        | ЦЗВ (3)   | ЦЗВ (3)  | —         | —         |
| 1997.                                            | ПАР (15)  | ЦЗВ (16) | ПАР (8)   | —        | —               | —         | ЦЗВ (7)  | ЦЗВ (4)   | —        | —         | —         |
| 1998.                                            | —         | ПАР (8)  | ЦЗВ (15)  | —        | —               | —         | —        | ЦЗВ (5)   | ПАР (6)  | —         | —         |
| 1999.                                            | ПАР (16)  | ЦЗВ (17) | —         | ПАР (6)  | —               | —         | ЦЗВ (8)  | ПАР (4)   | —        | —         | —         |
| 2000.                                            | ЦЗВ (22)  | ЦЗВ (18) | —         | ПАР (7)  | —               | —         | —        | —         | —        | —         | —         |
| 2001.                                            | ЦЗВ (23)  | ПАР (9)  | —         | —        | —               | —         | —        | —         | ПАР (7)  | —         | —         |
| 2002.                                            | ПАР (17)  | ЦЗВ (19) | ПАР (9)   | ПАР (8)  | —               | —         | —        | ПАР (5)   | —        | ПАР (19)  | ПАР (17)  |
| 2003.                                            | ПАР (18)  | —        | ПАР (10)  | —        | —               | ЦЗВ (6)   | —        | ПАР (6)   | —        | —         | —         |
| Србија и Црна Гора                               |           |          |           |          |                 |           |          |           |          |           |           |
| 2004.                                            | ЦЗВ (24)  | ЦЗВ (20) | ПАР (11)  | ЦЗВ (4)  | —               | —         | —        | ЦЗВ (6)   | ЦЗВ (4)  | —         | —         |
| 2005.                                            | ПАР (19)  | —        | ПАР (12)  | —        | —               | —         | —        | —         | —        | —         | —         |
| 2006.                                            | ЦЗВ (25)  | ЦЗВ (21) | ПАР (13)  | ЦЗВ (5)  | —               | —         | —        | ЦЗВ (7)   | —        | —         | —         |
| Србија                                           |           |          |           |          |                 |           |          |           |          |           |           |
| 2007.                                            | ЦЗВ (26)  | ЦЗВ (22) | ПАР (14)  | —        | ПАР (1)         | —         | —        | ЦЗВ (8)   | ПАР (8)  | ПАР (20)  | ПАР (18)  |
| 2008.                                            | ПАР (20)  | ПАР (10) | ПАР (15)  | ПАР (9)  | ПАР (2)         | ЦЗВ (7)   | —        | ЦЗВ (9)   | ПАР (9)  | ПАР (21)  | ПАР (19)  |
| 2009.                                            | ПАР (21)  | ПАР (11) | ПАР (16)  | ПАР (10) | ПАР (3)         | —         | ЦЗВ (9)  | ПАР (7)   | —        | ПАР (22)  | ПАР (20)  |
| 2010.                                            | ПАР (22)  | ЦЗВ (23) | ПАР (17)  | ПАР (11) | ПАР (4)         | —         | —        | —         | —        | ПАР (23)  | ПАР (21)  |
| 2011.                                            | ПАР (23)  | ПАР (12) | ПАР (18)  | ПАР (12) | ПАР (5)         | ПАР (11)  | ЦЗВ (10) | ПАР (8)   | —        | ПАР (24)  | ПАР (22)  |
| 2012.                                            | ПАР (24)  | ЦЗВ (24) | ПАР (19)  | ПАР (13) | —               | ЦЗВ (8)   | —        | ПАР (9)   | ПАР (10) | ПАР (25)  | ПАР (23)  |
| 2013.                                            | ПАР (25)  | —        | ПАР (20)  | ЦЗВ (6)  | ПАР (6)         | ЦЗВ (9)   | ЦЗВ (11) | —         | ПАР (11) | ЦЗВ (3)   | ЦЗВ (1)   |
| 2014.                                            | ЦЗВ (27)  | —        | ПАР (21)  | ЦЗВ (7)  | —               | ЦЗВ (10)  | ЦЗВ (12) | —         | —        | ЦЗВ (4)   | ЦЗВ (2)   |
| 2015.                                            | ПАР (26)  | —        | ЦЗВ (16)  | ЦЗВ (8)  | ЦЗВ (1)         | ЦЗВ (11)  | —        | —         | —        | ПАР (26)  | —         |
| 2016.                                            | ЦЗВ (28)  | ПАР (13) | ЦЗВ (17)  | —        | ЦЗВ (2)         | ЦЗВ (12)  | ЦЗВ (13) | —         | —        | ПАР (27)  | ПАР (24)  |
| 2017.                                            | ПАР (27)  | ПАР (14) | ЦЗВ (18)  | ЦЗВ (9)  | ЦЗВ (3)         | —         | —        | —         | ЦЗВ (5)  | ПАР (28)  | ПАР (25)  |
| 2018.                                            | ЦЗВ (29)  | ПАР (15) | ЦЗВ (19)  | ПАР (14) | —               | —         | —        | —         | —        | ПАР (29)  | ПАР (26)  |
| 2019.                                            | ЦЗВ (30)  | ПАР (16) | ЦЗВ (20)  | ПАР (15) | ЦЗВ (4)         | —         | ЦЗВ (14) | —         | —        | —         | —         |
| 2020.                                            | ЦЗВ (31)  | —        | /         | ПАР (16) | /               | —         | —        | /         | —        | /         | —         |
| 2021.                                            | ЦЗВ (32)  | ЦЗВ (25) | ЦЗВ (21)  | ЦЗВ (10) | ЦЗВ (5)         | —         | —        | —         | —        | —         | ЦЗВ (3)   |
| 2022.                                            | ЦЗВ (33)  | ЦЗВ (26) | ЦЗВ (22)  | ЦЗВ (11) | ЦЗВ (6)         | —         | ПАР (8)  | —         | —        | —         | —         |
| 2023.                                            | ЦЗВ (34)  | ЦЗВ (27) | ЦЗВ (23)  | ЦЗВ (12) | ПАР (7)         | ПАР (12)  | ПАР (9)  | —         | —        | —         | ЦЗВ (4)   |
| 2024.                                            | ЦЗВ (35)  | ЦЗВ (28) | ЦЗВ (24)  | ЦЗВ (13) | ЦЗВ (7)         | ЦЗВ (13)  | —        | —         | ПАР (12) | —         | —         |
| 2025.                                            | ЦЗВ (36)  | ЦЗВ (29) | ПАР (22)  | ЦЗВ (14) | ПАР (8)         | —         | —        | ПАР (10)  | —        | —         | —         |